# Nova Parnamirim
Nova Parnamirim é um bairro localizado no município de Parnamirim, no estado brasileiro do Rio Grande do Norte, separado do centro da cidade pelo Aeroporto Internacional Augusto Severo e conurbado à capital, Natal. É o bairro mais populoso da cidade de Parnamirim e um dos mais populosos do Rio Grande do Norte, contando com quase 61 mil habitantes, segundo censo de 2022. Concentra boa parte da classe média emergente da Região Metropolitana de Natal e ganha a cada ano mais habitantes devido à proliferação acelerada e contínua de condomínios verticais e horizontais no seu território e nas áreas adjacentes.
O bairro é cortado por duas vias principais: Abel Cabral e Maria Lacerda Montenegro, onde ambas ligam a avenida Ayrton Senna (bairros da Zona Sul) à BR-101 (saída de Natal), se constituindo em duas grandes artérias movimentadas da Grande Natal, fazendo com que o bairro crescesse vertiginosamente na década de 2000 e inicio da década de 2010. Devido ao constante crescimento e verticalização, dezenas de empresas se instalaram no bairro, notadamente as redes de supermercado Extra Hiper e Nordestão,, redes de fast-food como McDonald's, e a rede de bricolagem Leroy Merlin.

## Histórico
Inicialmente (final da década de 1980), o bairro abrigou conjuntos habitacionais construídos pela extinta cooperativa Inocoop em parceria com a Caixa Econômica Federal. São exemplos desse período: Portal do Jiqui, Alameda das Flores, Parque dos Eucaliptos, Alameda dos Eucaliptos e Serrambi V.
Em período anterior a essas construções, ocorreu ainda na metade da década de 1980, a entrega do Conjunto do IPE, entre as avenidas Abel Cabral e Santa Luzia. O pequeno conjunto construído pelo Instituto de Previdência do Estado era formado por residências modestas feitas para abrigar servidores estaduais de classe média baixa.  O bairro adquire novas feições e passa a crescer com maior rapidez no final da década de 1990, quando passa a abrigar condomínios verticais voltados para a classe média da vizinha cidade do Natal. O Residencial Itamaraty é o maior condomínio do bairro sustentando 43 blocos cada um com 16 apartamentos e uma comunidade estimada em mais de 2000 habitantes.
O Condomínio Califórnia Gardens, popularmente conhecido como Plano 100 da Avenida Ayrton Senna foi o  primeiro condomínio vertical acima de quatro andares erguido na região (1998) e entregue no ano 2000. O empreendimento da construtora Ecocil, composto por três torres de 15 andares, revolucionou o mercado imobiliário potiguar, gerando intensa valorização às terras da região. Após a sua construção surgiram outros grandes condomínios verticais voltados para a moradia da classe média - Flórida Gardens, em terreno vizinho, Parque Itatiaia e Campos do Cerrado,
Por estar na divisa entre os dois municípios, durante a primeira década do século XX, Nova Parnamirim era conhecida conhecida pela expressão NEM (significando "Nem Natal, Nem Parnamirim").